# Paralogisme naturaliste
Un paralogisme naturaliste ou sophisme naturaliste  est une faute de logique consistant à définir de façon réductrice la notion de «bon» à des qualités naturelles telles que «plaisant» ou «désirable». Elle est souvent confondue avec la Loi de Hume, qui consiste à confondre un jugement de fait avec un jugement normatif. Dans ce cas, la constatation que «x fait y» est transformée en l’injonction que «x doit faire y». Il s'agit d'une erreur de logique que l'on retrouve surtout en éthique lorsque l'on fonde un jugement normatif sur un état de fait.
Enfin, l'expression est aussi utilisée dans le sens d'appel à la nature, en particulier en psychologie évolutionniste.

## Exemples
- « Puisque tout le monde fraude l'impôt, alors on a le droit de frauder soi-même. » (Cet argument est aussi un sophisme de la double faute)
- « Si le fait de porter des vêtements n'existe pas dans la nature, il ne faut pas l'autoriser. »

## Histoire
Le concept de paralogisme naturel défendu par Moore, qui postule que définir le bon par des propriétés naturelles telles que « plaisant » ou « désirable » est une erreur, est souvent confondu avec la loi de Hume, consistant à confondre un jugement de fait avec un jugement normatif.
Ainsi, il est possible de trouver dans un ouvrage de vulgarisation la déclaration suivante : « Le concept de 'paralogisme naturaliste' fut forgé par le philosophe anglais George Edward Moore. Mais l'idée même avait déjà été formulée au XVIIIe siècle par David Hume. »
En psychologie évolutionniste, le concept est aussi utilisé au sens défini par la loi de Hume.

## Utilisation au sens d'appel à la nature
Certaines personnes, dont les psychoévolutionnistes, utilisent l'expression « paralogisme naturaliste » ou  (en anglais « naturalistic fallacy »)  dans le sens d'appel à la nature , pour caractériser des inférences de la forme « Une chose est naturelle ; par conséquent, elle est moralement acceptable » ou « Cette propriété n'est pas naturelle ; par conséquent, cette propriété n'est pas souhaitable ». De telles déductions sont courantes dans les discussions sur la médecine, l'homosexualité, l'environnementalisme et le véganisme .
L’erreur naturaliste est l’idée selon laquelle ce que l’on trouve dans la nature est bon. C'était la base du darwinisme social , la croyance selon laquelle aider les pauvres et les malades ferait obstacle à l'évolution, qui dépend de la survie des plus forts. Aujourd’hui, les biologistes dénoncent l’erreur naturaliste parce qu’ils veulent décrire le monde naturel honnêtement, sans que les gens en tirent une morale sur la façon dont nous devrions nous comporter (comme dans : Si les oiseaux et les bêtes se livrent à l’adultère, à l’infanticide, au cannibalisme, donc cela doit être un comportement correct) Steven Pinker.